# Ricardo Giusti
Ricardo Omar Giusti, född 11 december 1956, är en argentinsk före detta fotbollsspelare.

## Karriär
Under sin karriär spelade Ricardo Giusti för Newell's Old Boys, Argentinos Juniors och Unión de Santa Fe, men hade sina absolut bästa år i Independiente. Där var han med om att vinna två inhemska titlar samt Copa Libertadores under sina sammanlagt elva år i klubben.
I Argentinas landslag gjorde Giusti 53 matcher och spelade fyra matcher under VM 1990, där han under förlängningen mot hemmalaget Italien i semifinalen fick sitt andra gula kort efter att ha armbågat Roberto Baggio. Det gjorde att Giusti missade finalen där Argentina förlorade med 1-0 mot Västtyskland.
Ricardo Giusti var även med och spelade i Argentinas alla matcher under VM 1986, där Argentina vann turneringen för andra gången i fotbollshistorien. Giusti spelade också i tre Copa América turneringar där Argentina som bäst vann brons, 1989.

## Meriter

### Klubblag
Independiente
- Primera División: Metropolitano 1983, 1988/1989
- Copa Libertadores: 1984
- Interkontinentala cupen: 1984

### Landslag
Argentina
- VM Guld: 1986
- VM Silver: 1990
- Brons i Copa América: 1989